# Pyrrhyllis
Pyrrhyllis är ett släkte av insekter. Pyrrhyllis ingår i familjen vedstritar.
Kladogram enligt Catalogue of Life:
| Pyrrhyllis | \| \| Pyrrhyllis laevifrons \| \| \| \| \| \| Pyrrhyllis pyrrhyllis \| \| \| \| |
|            | \| \| Pyrrhyllis laevifrons \| \| \| \| \| \| Pyrrhyllis pyrrhyllis \| \| \| \| |
|            | Pyrrhyllis laevifrons                                                           |
|            |                                                                                 |
|            | Pyrrhyllis pyrrhyllis                                                           |
|            |                                                                                 |